# Naczelny dowódca sił zbrojnych
Naczelny dowódca sił zbrojnych (zwany także naczelnym wodzem) − najwyższa funkcja wojskowa w siłach zbrojnych większości państw świata.
Naczelny dowódca jest zwykle powoływany przez głowę państwa lub rząd do dowodzenia całością sił zbrojnych danego państwa w czasie wojny. W państwach o ustroju monarchicznym oraz w niektórych republikach (np. w Stanach Zjednoczonych), naczelnym dowódcą jest głowa państwa i nosi ona ten tytuł zarówno podczas pokoju, jak i wojny. W pozostałych państwach głowa państwa jest politycznym zwierzchnikiem sił zbrojnych, w przeciwieństwie do naczelnego dowódcy, który jest zawodowym żołnierzem i pełni tę funkcję wyłącznie w okresie stanu wojny.